# Rosauro Doncel
Rosauro Doncel fue un vitivinicultor, abogado y político sanjuanino que ejerció la gobernación de la provincia entre 1875 y 1878.

## Biografía
En 1865 fue juez penal en la provincia de San Juan.
En su actividad como vitivinicultor obtuvo medalla de plata en la Exposición Nacional de Córdoba de 1871 organizada durante la presidencia de Sarmiento. La bodega por él fundada fue una de las principales de la provincia por más de 50 años.
En 1873 fue elegido presidente de la Biblioteca "Franklin Rawson", la principal de la provincia de San Juan. En 1874 el gobernador Hermógenes Ruiz lo designó ministro de Instrucción Pública.
Junto con Ruiz y los futuros gobernadores Agustín Gómez y Anacleto Gil formaba parte del bando llamado los regeneradores o Club del Progreso, parte del Club del Pueblo que se alineó detrás de la candidatura de Julio Argentino Roca. El grupo estaba formado por profesionales universitarios pertenecientes a familias tradicionales sanjuaninas y gozaba de la simpatía de Domingo Faustino Sarmiento. Durante los años siguientes fueron la fuerza  política dominante de la provincia y a ella pertenecieron todos los gobernadores. Fue tío de Carlos Doncel, también regenerador, quien fue gobernador de San Juan en los años posteriores.

## Gobernación
Durante su gobierno hubo un amplio progreso arquitectónico en la provincia y se multiplicaron los establecimientos rurales.
Siempre se mantuvo en contacto epistolar con Sarmiento quien lo aconsejó en la tarea de gobierno.
Se preocupó por atraer inversiones extranjeras a la provincia, para ello creó una Oficina de Estadística que debía producir información de las actividades productivas, especialmente de la minería, con el objeto de remitirla a las oficinas de informaciones generales que el gobierno nacional había instalado en Europa.
Se inició la construcción de la Casa de Gobierno, que finalizaría en 1884.

### Revolución de los septembrinos
El 6 de septiembre de 1877 una revolución impulsada por Cirilo Sarmiento, exministro de Doncel, y algunos diputados, entre ellos Javier Baca, Francisco Aguilar, Javier Garramuño y Ramón Castañeda apresó al gobernador Doncel y a nueve diputados en lo que se llamó la revolución de los septembrinos.
Al día siguiente designaron en asamblea popular a Cirilo Sarmiento como gobernador interino. El gobierno nacional de Nicolás Avellaneda ordenó la intervención de la provincia y la restitución inmediata de Doncel en el cargo y dijo 

"que todo el poder de la Nación iría en su apoyo, en caso necesario"
Nicolás Avellaneda, presidente de la Nación en referencia a Rosauro Doncel

.
El 10 de septiembre la presión del gobierno nacional triunfó y Sarmiento dictó una resolución disolviendo las fuerzas revolucionarias y reponiendo a Doncel en el cargo. Algunos de los sediciosos se exiliaron en Chile y Sarmiento publicó una nota periodística donde sostenía que solo había asumido el cargo para salvar la vida de Doncel.

### La sublevación de Sierra
El 24 de noviembre de 1877 el sargento José Sierra, llamado el cabezón se alzó en armas con parte de la tropa del Cuartel de San Clemente, único de la provincia, descontento por la falta de pago de sus salarios.
Junto con sus tropas atacó el Cuartel de San Clemente y libró un sangriento combate en el que murieron gran parte de los oficiales leales. Ante un intento de recuperación del mismo por otro grupo de oficiales leales que se hallaban fuera del cuartel se produjo la segunda matanza de la noche que dejó a los insurrectos con poder absoluto sobre la ciudad.
Finalizado el combate las tropas salieron a la calle a saquear los edificios públicos y con la orden del Sargento Sierra de Hay que degollar al gobernador y sus ministros. El gobernador se hallaba en el interior de la provincia. Durante los saqueos el obispo fray José Wenceslao Achával medió con la tropa y los convenció de volver pacíficamente a los cuarteles.
Al día siguiente el obispo entregó al Sargento Sierra $2314 para el pago de la tropa; se desconoce quién proveyó los fondos. Varios comerciantes entregaron voluntariamente a los sediciosos ropas y comida. El día 26 Sierra y los sublevados se exiliaron en Chile sin volverse a saber de ellos.

### Renuncia
El 26 de diciembre de 1877 renunció por segunda ocasión, esta vez indeclinablemente, argumentando razones de salud, la necesidad de mantener la tranquilidad pública y la falta de solución para los problemas ocasionados por las crecidas del río San Juan